# 海宁卵角蚁
海宁卵角蚁（学名：Ooceraea hainingensis）是卵角蚁属的一种，是2024年的一个新物种，由刘浩宇命名。
该物种目前仅在浙江海宁市发现过， 采集点位于林地中。

## 鉴定

### 高琼华等人对其的鉴定 (Gaoet al., 2024)[3]
该物种是一种具有蚁后等级的卵角蚁，不同于毕氏卵角蚁（O. biroi），然而目前尚不清楚这些特征在蚂蚁系统发育中的哪个位置进化，部分原因是很少有密切相关的物种被描述和研究。在这里，我们描述了一种新的卵角蚁，来自中国浙江的海宁卵角蚁。该物种与毕氏卵角蚁密切相关，但可以通过以下特征来区分：
1. 的工蚁有明显的前鼻缝合线和后鼻沟，而这些特征在毕氏卵角蚁中是模棱两可的
2. 海宁卵角蚁的腹柄节下突突出且向前腹侧，像拇指一样具有亚线性后腹缘，而在毕氏卵角蚁中，它是前腹侧指向的，但略微向后弯曲。

分子系统发育分析证实，海宁卵角蚁在遗传上与毕氏卵角蚁不同。重要的是，与毕氏卵角蚁不同，海宁卵角蚁是拥有蚁后的物种。这表明蚁后种姓的丧失和性工蚁繁殖的过渡是毕氏卵角蚁所特有的，并且发生在该物种与密切相关的同属物种分化之后。

#### 生物学
大多数蚂蚁物种生活在具有两个解剖学上不同的种姓的群体中：蚁后和工蚁。种姓之间的生殖劳动分工为蚂蚁的生态成功做出了贡献，但一些物种已经失去了产生这些种姓之一的能力。一个例子是毕氏卵角蚁Ooceraea biroi，它已经失去了产生蚁后的能力。在这个物种中，蚁群的生育完全由有性工蚁组成，它们都通过 thelytokous（产雌性）孤雌生殖（从没有精子受精的卵子发育）进行无性繁殖（Tsuji 和 Yamauchi 1995；Ravary 和 Jaisson 2004；Kronauer et al.，2012 ；Oxley et al.，2014）。这些不寻常的繁殖特征使毕氏卵角蚁成为有用的实验室模式物种，因为它在实验中提供对基因型的控制，并促进基因组工程对其社会生物学的功能研究（Trible et al.，2017 ；Hart et al.，2023 ；Ivasyk et al.，2023 ；Li et al.，2023）。此外，这些性状为比较研究提供了机会。例如，在保留产生蚁后能力的密切相关物种和失去这种能力的物种之间进行基因组比较，可能会深入了解种姓发展的机制基础。
然而，由于缺乏对 Ooceraea属的了解，目前比较研究受到限制。除了基于野外收集标本的分类物种描述外，人们对毕氏卵角蚁以外的卵角蚁物种的生物学知之甚少。这部分是因为卵角蚁生活于地底，且蚁群大小相对较小，因此很少遇到。该属的成员遍布东亚和大洋洲的热带和亚热带地区（Borowiec 2016、2019；Janicki et al.，2016；Guénard ，2017；AntCat 2024；AntWeb 2024），但 O. biroi 除外，它的全球热带和亚热带入侵范围很广（Wetterer et al.，2012；Trible et al.，2020）。所描述的 16 种卵角蚁物种的系统发育尚未解决（AntCat 2024、AntWeb 2024），我们对大多数这些物种的生殖生物学知之甚少。蚁后已记录在五个物种的群落系列中，包括在八节卵角蚁（O. octoantenna zhou & Chen， 2020）中发现的典型交易蚁后（zhou et al. 2020）和 暹罗卵角蚁（O. siamensis Jaitrong et al.， 2021），以及在 O. besucheti (Brown, 1975) 中发现的拟工蚁（ergatoid），O. crypta（Mann， 1921）和四齿卵角蚁（O. quadridentata Yamada et al., 2018）。没有从任何其他物种中记录到蚁后，但这并不一定意味着这些物种没有蚁后。事实上，一些物种仅从落叶样本 [ 阿氏卵角蚁 O. alii (Bharti & Akbar, 2013) ] 或单个蚁 [ O. pawa (Mann, 1919) ] 中被描述出来，而不是来自整个蚁群系列。因此，目前尚不清楚卵角蚁系统发育的哪个位置丢失了蚁后种姓。
在这里，我们通过描述来自中国东南部的该属新物种的工蚁和蚁后，扩展了卵角蚁生殖生物学和种姓系统的知识。分子系统发育分析显示，该新种是毕氏卵角蚁的近亲，表明蚁后种的丧失发生在这两个物种的共同祖先之后。

## 物种发现過程[2]
当日，刘浩宇原计划到南北湖周边的林地采集蚂蚁，意外来到黄湾镇岳庙山的山脚下。原計劃是采集行军蚁亚科的蚂蚁，却没有收获。准备回去时，发现一窝“毕氏卵角蚁”。
带回家进行培养后，刘浩宇发现，这窝“毕氏卵角蚁”具有蚁后。一般情况下，毕氏卵角蚁是没有蚁后的，他察觉到，这个物种不是毕氏卵角蚁，而是一种更为稀有的卵角蚁。于是把这窝蚂蚁的图片和培养过程发布到网络上。
有网友发现了这窝卵角蚁触角有异处。在中国，具有蚁后品级的卵角蚁的触角是八节的（八节卵角蚁 Ooceraea octoantenna），而这窝蚂蚁的触角却有九节。
据了解，此前世界范围内的卵角蚁仅有两种分支：一类没有蚁后；另一类有蚁后。仅有一种触角具八节的卵角蚁是具有蚁后品级的，另一种具蚁后品级的卵角蚁触角为九节，可这种只分布在泰国。这意味着刘浩宇采集到的可能是新记录种（指已知物种新的分布记录）或是从未发现的新物种。
浙江大学生命演化研究中心主动与刘浩宇取得联系，刘浩宇则把他的这份蚂蚁样本送了过去。最终于两年后，聚焦新物种的论文发表，一个卵角蚁属的新物种被确认。

### 命名
按照惯例，由于刘浩宇是第一发现者，因此他拥有新物种的命名权。早期时，他想命名为“刘式卵角蚁”，但考虑到发表论文及确定新物种，其他学者们付出了大量心血，最终，他以产地进行了命名，即为“海宁卵角蚁”。

## 引用
1. ↑  Gao, Qionghua; Long, Jiliang; Liu, Chengyuan; Liu, Haoyu; Ran, Hao; Lacy, Kip D.; Kronauer, Daniel J. C. .   [2024-10-19]. doi:10.15468/a77mfb. （原始内容存档于2025-04-27）.
2. 1 2  刘浩宇. . 海宁市人民政府 (海宁).   [2024-10-19]. （原始内容存档于2024-08-23） （中文）.
3. ↑  Gao, Qionghua; Long, Jiliang; Liu, Chengyuan; Liu, Haoyu; Ran, Hao; Lacy, Kip D.; Kronauer, Daniel J. C. . ZooKeys. 2024-06-20, 1205  [2024-10-19]. ISSN 1313-2970. PMC 11211655 . PMID 38947166. doi:10.3897/zookeys.1205.118358. （原始内容存档于2025-07-01）.